# Mama anarjia
«Mama anarjia» (Мама-анархия) es una canción de la banda de post-punk Kinó (Кино), está incluida en el álbum de 1986, Noch. Pese a su poca repercusión, en la época, en los países externos a la Unión Soviética, en las últimas dos décadas ha cobrado gran popularidad. Esto se ha derivado en la realización de varias versiones por parte de otros músicos. El título de la canción se traduce como mamá anarquía.

## Letra
| Мама-aнархия Солдат шел по улице домой И увидел этих ребят. Кто ваша мама, ребята? - Спросил у ребят солдат. Мама - Анархия, Папа - стакан портвейна. Все они в кожаных куртках, Все небольшого роста, Хотел солдат пройти мимо, Но это было не просто. Мама - Анархия, Папа - стакан портвейна. Довольно веселую шутку Сыграли с солдатом ребята: Раскрасили красным и синим, Заставляли ругаться матом. Мама - Анархия, Папа - стакан портвейна. | Mama-anarjia Soldat shol po ulitsie domoi I uvidiel etij riebiat. “Kto vasha mama, riebiata?” Sprosil u riebiat soldat. Mama – anarjia, Papa – stakan portviena. Vsie oni v kozhanyj kurtkaj, Vsie niebolshovo rosta, Jotiel soldat proiti mimo, No eto bylo nie prosto. Mama – anarjia, Papa – stakan portviena. Dovolno viesioluyu shutku Sygrali s soldatom riebiata: Raskrasili krasnym i sinim, Zastavliali rugatsia matom. Mama – anarjia, Papa – stakan portviena. | Mamá-anarquía El soldado caminaba de vuelta a casa, Y vio a estos chicos. ¿Quién es vuestra madre, muchachos? Preguntó el soldado a los chicos. [Nuestra] madre es la anarquía; [Nuestro] padre, una copa de oporto. Todos ellos con chaquetas de cuero, Todos de baja estatura, El soldado quería pasar, Pero no era fácil. [Nuestra] madre es la anarquía, [Nuestro] padre, una copa de oporto. Una broma bastante divertida Le hicieron los niños al soldado: Lo pintaron de rojo y azul, Lo obligaron a decir obscenidades. [Nuestra] madre es la anarquía, [Nuestro] padre, una copa de oporto. |